# Альмужний Сергій Валерійович
Сергі́й Вале́рійович Альму́жний (нар. 10 січня 1987, Красилівка, Київська обл. — пом. 14 вересня 2017, Донецьк) — старший солдат Збройних сил України, учасник російсько-української війни.

## Життєпис
Народився 1987 року в селі Красилівка (Ставищенський район, Київська область), виріс у багатодітній родині. Батько воював в Афганістані та повернувся живим, невдовзі трагічно загинув. 2004 року закінчив Красилівську середню школу, відслужив строкову службу — спочатку в Луцьку, потім матросом Морської охорони ДПСУ на посаді кухаря (2005—2006 роки, Ізмаїл). Демобілізувавшись, працював у ТОВ «Красилівське» — на різних роботах; проживав у своєму селі, їздив на заробітки до Києва.
Пішов на фронт добровольцем, з 22 серпня 2014 року проходив службу в 5-му МБ 30-ї бригади, з січня 2015 служив у Донецькій області: Покровське, Світлодарськ, Дебальцеве. Виходив з Дебальцевського котла.
2016 року перебував у лавах Внутрішнього корпусу батальйону «Донбас» (організація ветеранів «Донбасу»). Згодом вступив на військову службу за контрактом в ЗСУ, гранатометник 1-го взводу 3-ї роти «Донбас» 16-го батальйону «Полтава». У лютому 2017 року, перебуваючи у відпустці, брав участь у блокаді ОРДЛО.
24 квітня 2017 року з побратимами перевівся у 72-гу бригаду; старший солдат, командир відділення розвідувального взводу 3-го механізованого батальйону.
14 вересня 2017 року загинув близько 21:00 від кулі снайпера у шию — під час вогневого протистояння на позиції біля шахти «Бутівка».
16 вересня 2017 року похований у Красилівці.
Без Сергія лишилися мама, дві сестри, брат, дружина, 10-місячна донька.

## Нагороди та вшанування
- указом Президента України № 363/2017 від 14 листопада 2017 року «за особисту мужність і самовіддані дії, виявлені у захисті державного суверенітету та територіальної цілісності України, зразкового виконання військового обов'язку» — нагороджений орденом «За мужність» III ступеня (посмертно)[1]
- 27 квітня 2018 року в Красилівській ЗОШ відкрито та освячено меморіальну дошку Сергію Альмужному.